# Corallicolides
Un corallicolide (au pluriel: corallicolides) est un micro-eucaryote associé au bon fonctionnement symbiotique des coraux.
Le fonctionnement des corallicolides au sein du microbiome corallien est encore mal compris, néanmoins leur rôle vital a été mis en avant dans la méta-étude de Kwong et al. (avril 2019) publiée dans la revue Nature :

« Ici, nous utilisons les enquêtes communautaires, la génomique et les analyses microscopiques pour identifier une lignée apicomplexe - que nous nommons « corallicolides » - qui a été trouvée à prévalence élevée (plus de 80% des échantillons, 70% des genres) dans tous les groupes majeurs de coraux. Les corallicolides sont les microeucaryotes [sic] associés aux coraux les plus abondants après les Symbiodiniaceae, et sont donc des membres centraux du microbiome corallien. »

Cet organisme nouvellement identifié est remarquable car on le trouve dans 70% de toutes les espèces de corail au monde. C'est le deuxième « cohabitant » le plus commun du corail sur la planète, et jusqu'à présent il n'avait jamais été détecté.
Le botaniste et chercheur Patrick Keeling déclare dans un communiqué de presse de l'Université de la Colombie-Britannique (UBC):

« Cet organisme soulève un certain nombre de questions biochimiques totalement nouvelles. Il ressemble à un parasite et il ne fait pas de photosynthèse. Mais il produit tout de même de la chlorophylle. »

D'après cette source, les corallicolides vivent dans la cavité péritonéale d'une large gamme de coraux formant des récifs, ainsi que des coraux noirs, épineux ou des coraux mous comme les fameux fan corals, les Fungidiidae - « corail champignon » - et certaines anémones marines.  
Ils appartiennent à l'Apicomplexa, un grand groupe de protistes, presque tous parasitaires, et presque tous ont une forme unique d'organe: un compartiment dans leur cellule, appelé plastide. Ces plantes stockent dans leur plastides les substances qu'elles utilisent pour la photosynthèse, comme la chlorophylle, et les Apicomplexa utilisent leurs plastides spéciaux, appelés apicoplastes, pour pénétrer les cellules de leur hôte. 
À titre comparatif, les apicomplexes les plus célèbres sont sans aucun doute les parasites Plasmodium, qui peuvent causer le paludisme. 